# Мушкетово (станция)
Мушке́тово — станция Богодуховской ЖД, тупиково-узловой пункт. Открыта в декабре 1893 года для транспортировки угля с открывшихся здесь угольных шахт.
Названа по имени известного российского геолога Мушкетова И. В.

Находится недалеко от Богодуховской балки в Донецке. Северное направление: Донецк-2, Чумаково, Донецк-Южный (подъездной путь, частично разобран); южное направление: Гласная (подъездной путь). Вокзал кроме всего прочего содержит товарную контору и зал ожидания, в котором можно приобрести билеты и на поезда дальнего следования (которые станцию не проходят).
Пригородные поезда с дизельным локомотивом: 1 на Макеевку-Грузовую, 4 на Иловайск, 2 на Ясиноватую.